# Poa reitzii
Poa reitzii là một loài cỏ trong họ hòa thảo, thuộc chi poa.